# Valter Maggi
Valter Dario Maggi (ur. 12 sierpnia 1956 w Brignano Gera d’Adda) – włoski duchowny rzymskokatolicki działający w Ekwadorze, w latach 2011-2018 biskup Ibarra.

## Życiorys
Święcenia kapłańskie przyjął 15 czerwca 1985 i został inkardynowany do archidiecezji Foggia-Bovino. Po kilku latach pracy w archidiecezji podjął studia w Rzymie, zaś w 1992 wyjechał jako misjonarz do Ekwadoru. Pracował w parafiach archidiecezji Portoviejo, jednocześnie działając w duszpasterstwie akademickim.
19 lutego 2008 papież Benedykt XVI mianował go biskupem pomocniczym Guayaquil ze stolicą tytularną Bossa. Sakry biskupiej udzielił mu 5 kwietnia 2008 abp Antonio Arregui Yarza.
25 marca 2011 został mianowany biskupem diecezji Ibarra, zaś 13 października 2018 ustąpił z tegoż urzędu.